# اضطراب تعاطي المنبهات
اضطراب تعاطي المنبهات هو أحد اضطرابات تعاطي المواد، والذي ينطوي على الاستخدام غير الطبي للمنبهات. يُعَرِّف الدليل التشخيصي والإحصائي للاضطرابات النفسية (الطبعة الخامسة) الاضطرابَ بأنه «التعاطي المستمر للمواد الأمفيتامينية، أو الكوكايين، أو منبهات أخرى تؤدي إلى تدهور بالغ سريريًّا».